# A Bigger Bang
A Bigger Bang är ett musikalbum av The Rolling Stones, utgivet den 5 september 2005. Det var då åtta år sedan deras senaste studioalbum Bridges to Babylon släpptes, den längsta tiden mellan två Stones-album någonsin tills Blue & Lonesome släpptes 11 år senare. Keith Richards sjunger på 2 låtar, This Place Is Empty och Infamy.
Albumet nådde andraplatsen på den brittiska albumlistan och tredjeplatsen i USA.

## Låtlista
Samtliga låtar är skrivna av Mick Jagger och Keith Richards.
Sida 1
1. "Rough Justice" - 3:13
2. "Let Me Down Slow" - 4:17
3. "It Won't Take Long" - 3:56
4. "Rain Fall Down" - 4:55

Sida 2
1. "Streets of Love" - 5:10
2. "Back of My Hand" - 3:33
3. "She Saw Me Coming" - 3:13
4. "Biggest Mistake" - 4:07

Sida 3
1. "This Place Is Empty" - 3:17
2. "Oh No, Not You Again" - 3:48
3. "Dangerous Beauty" - 3:48
4. "Laugh, I Nearly Died" - 4:55

Sida 4
1. "Sweet Neo Con" - 4:35
2. "Look What the Cat Dragged In" - 3:58
3. "Driving Too Fast" - 3:57
4. "Infamy" - 3:47